# Hugues Merle
Hugues Merle (La Sône, 28 aprile 1822 – Parigi, 16 marzo 1881) è stato un pittore francese di scuola accademica.
Fu ritrattista e pittore di genere.

## Biografia
Hugues Merle nacque a La Sône, villaggio nel Dipartimento dell'Isère, fece i suoi primi studi probabilmente in un collegio di Grenoble, quindi, scelta la via dell'arte, si trasferì a Parigi, dove fu allievo di Léon Cogniet a l'École des beaux-arts e già nel 1849 fu autorizzato a concorrere per il Prix de Rome.
Artista di scuola accademica, si dedicò quindi ai ritratti e alla pittura di genere, sviluppando soggetti morali e sentimentali con particolare efficacia, tanto che alcuni lo vollero paragonare a William-Adolphe Bouguereau per i soggetti e per la tecnica. Cominciò ad esporre nel 1847 al "Salon", dove presentò regolarmente le sue opere con esiti non particolarmente brillanti. Nel 1861 e nel 1863 ottenne comunque una medaglia di seconda classe.
All'inizio degli anni sessanta fece amicizia con Paul Durand-Ruel, che acquistò i suoi quadri già a partire dal 1842 e in seguito gli presentò William-Adolphe Bouguereau. Merle venne ben presto considerato dal pubblico come un rivale di Bouguereau. Per amicizia e riconoscenza, Merle, verso il 1865, fece diversi ritratti di Durand-Ruel, di sua moglie e di suo figlio John. 
Hugues Merle ebbe un figlio (Georges Merle) anche lui pittore, ma che ebbe assai meno successo di suo padre.
Fu nominato cavaliere della Légion d'Honneur l'11 agosto del 1866.
Merle morì a Parigi all'età di 59 anni ed è sepolto a Parigi nel cimitero di Père-Lachaise.

## Opere esposte nei "Salon"
- Autoportrait, 1847.
- Les Willis, 1848.
- Guérilléras,1849.

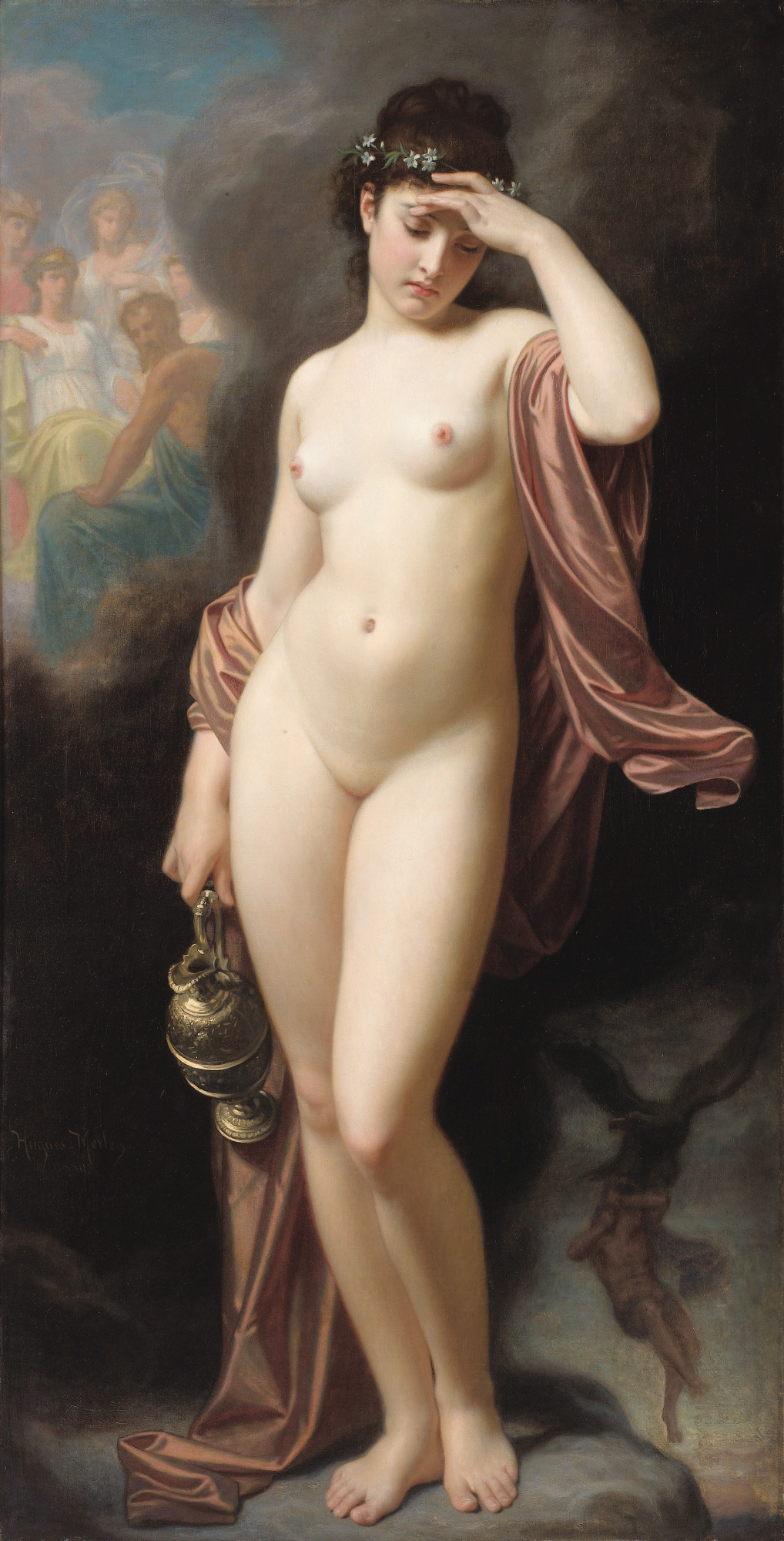
Ebe dopo la caduta

- Vendangeurs dauphinois e Migration de pâtres des Alpes, 1850.
- Une récréation, 1852.
- Les adieux de Rebecca à lady Rowena, La liseuse de Béranger, Bergères des Alpes, Portrait de Mme la comtesse de M... et de ses deux enfants, 1855.
- Aux défauts de clefs voisi les portes , Portrait de Mme M... et de son fils, Portrait de M. le duc de V..., 1857.
- Repos de la Sainte Famille en Égypte, Mort de l'Amour, Lecture de la Bible, 1859.
- Bethsabée, La prière, Hester et Perle, Un concert chez Palestrina, Une mendiante, 1861.
- Assassinat de Henri III, Amour maternel, Visite des grands parents, 1863.
- Primavera réexposé en 1867, Les premières épines de la science, 1864.
- La jeune mère, Portraits des fils du duc de Morny, 1865.
- Marguerite essayant les bijoux, Pauvre mère, 1866.  Riesposti entrambi l'anno seguente.
- Les femmes et le Secret, Portrait de Mme D. R..., 1867.
- Baigneuse, Jeune fille d'Étretat, 1870.
- Le droit chemin, Une folle, 1873.
- Pernette la fileuse, légende dauphinoise, Petite bohémienne, 1874.
- La nuit et le jour fragment de décoration, Il bambino, 1876.
- Odette et Charles VI, Charlotte Corday, 1878.
- Le Rédempteur,1879.
- Hébé après sa chute, Carmosine, 1880.
- Tristan et Iseut (?)

## Galleria d'immagini

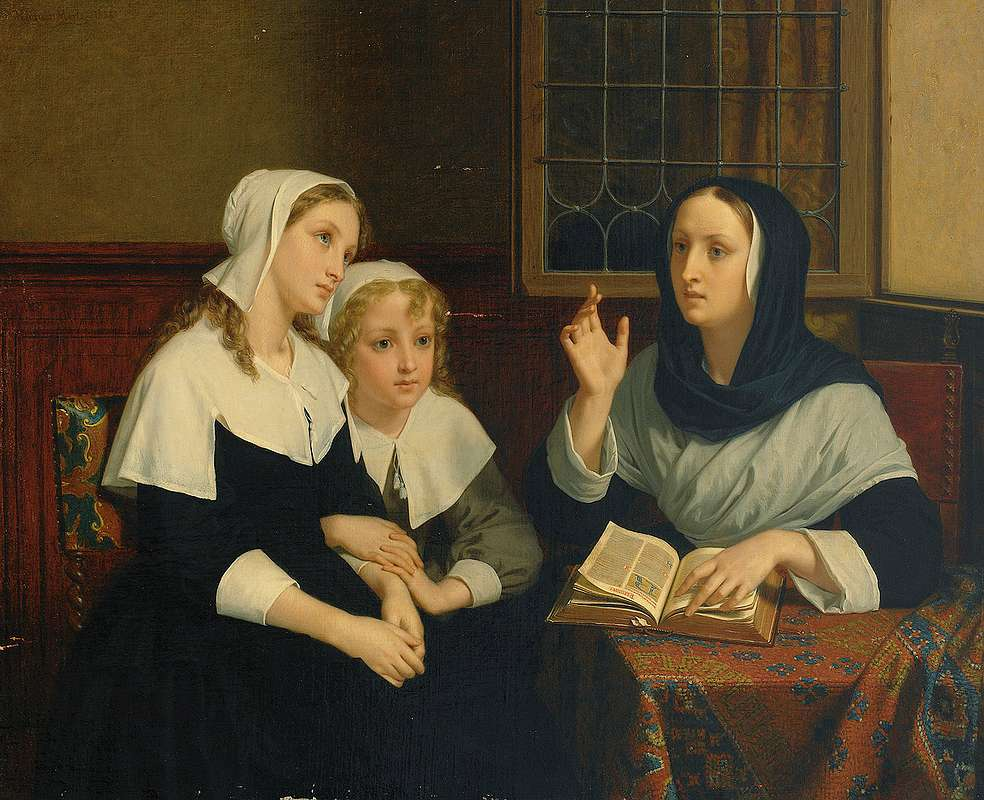
Le orfanelle
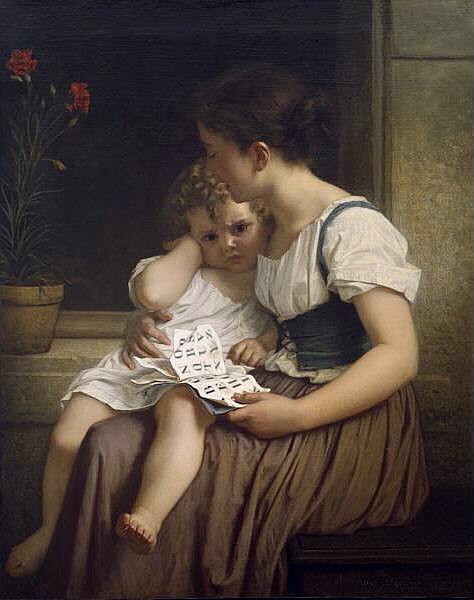
Giovane donna con bambino
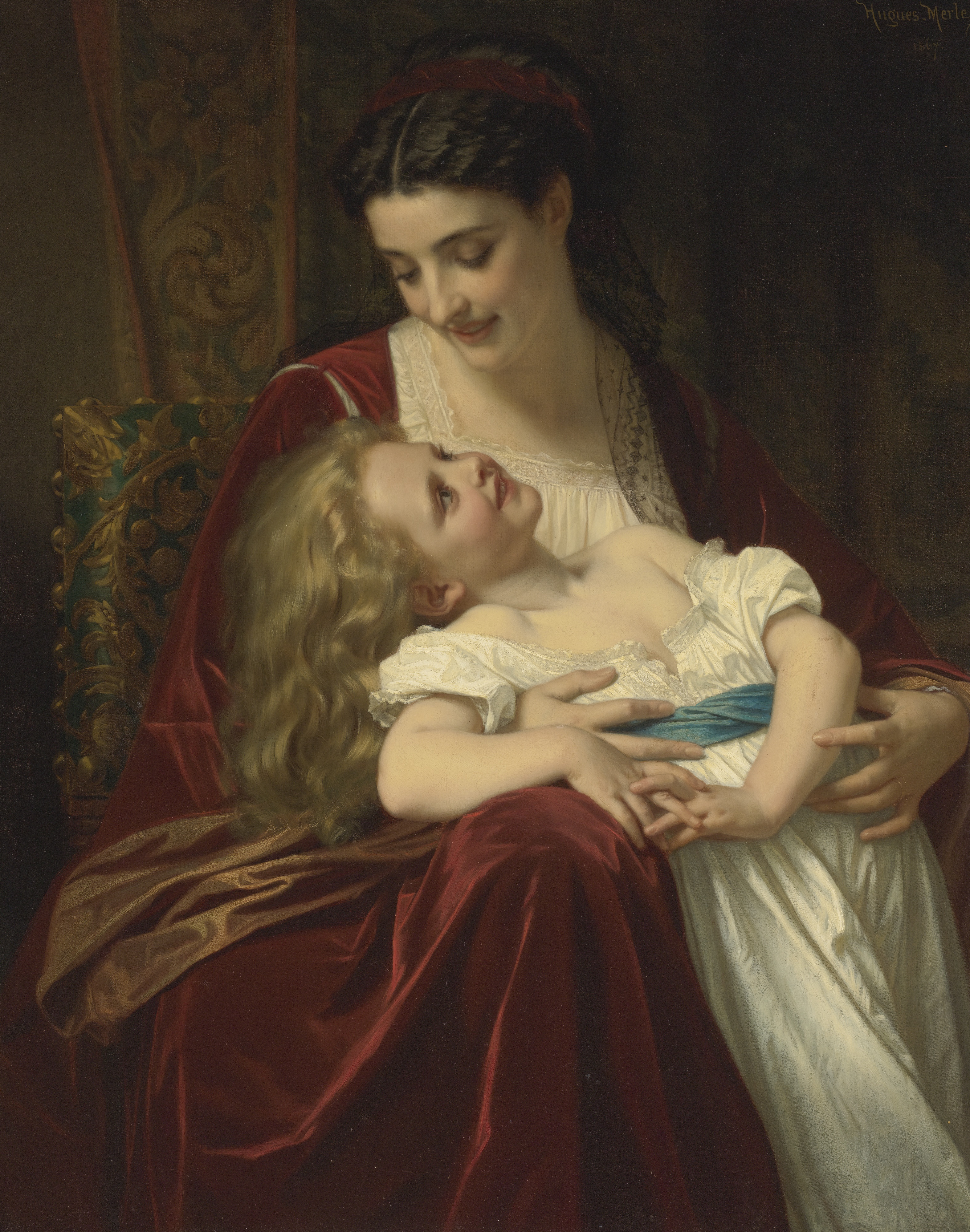
Affetto materno
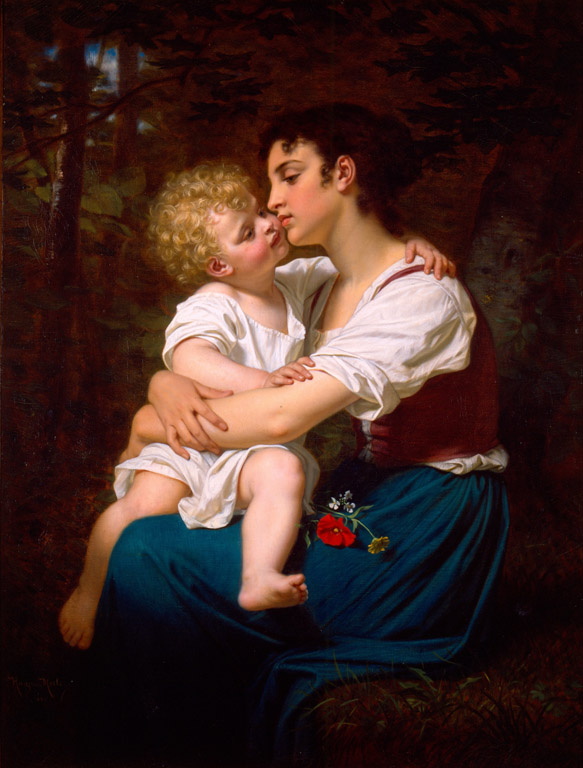
Amore materno
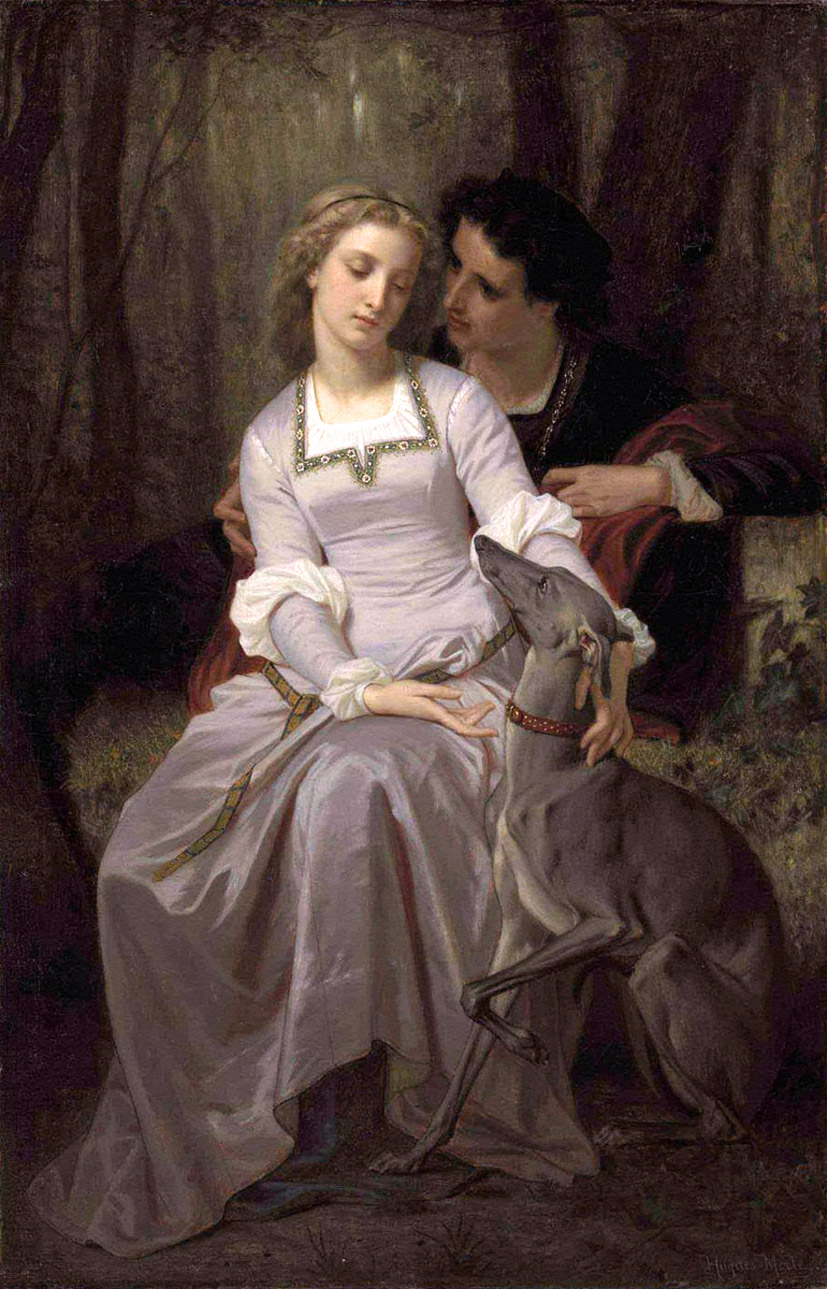
Tristano e Isotta